# Świątynia Bellony w Rzymie
Świątynia Bellony – starożytna świątynia poświęcona bogini wojny Bellonie, znajdująca się na Polu Marsowym w Rzymie.
Usytuowana po wschodniej stronie świątyni Apollina Sozjanusa, w sąsiedztwie teatru Marcellusa i cyrku Flaminiusza, świątynia Bellony została wzniesiona w 296 roku p.n.e. przez konsula Appiusza Klaudiusza dla uczczenia zwycięstwa nad Etruskami i Samnitami. Jej uroczyste poświęcenie nastąpiło w dniu 3 czerwca.
Budowla miała przypuszczalnie formę klasycznego perypteru z fasadą frontową wspartą na sześciu kolumnach i z głębokim pronaosem. Posadowiona była na niskim podium z betonu okładanego cegłą. Resztki podium, pochodzące z okresu przebudowy dokonanej przypuszczalnie pod koniec I wieku p.n.e. i odsłonięte podczas przeprowadzonych w latach 1938–1939 prac wykopaliskowych, są dziś, obok nielicznych fragmentów zdobień architektonicznych, jedyną pozostałością po świątyni.
Świątynia Bellony stanowiła miejsce posiedzeń senatu odbywanych poza murami Miasta (extra pomerium). Żegnano w niej prokonsulów udających się do swoich prowincji i udzielano posłuchania przedstawicielom krajów, z którymi Rzym aktualnie toczył zmagania wojenne, a także witano powracających z wypraw zwycięskich wodzów i debatowano nad przyznaniem im triumfu.